# (120347) Salacie
(120347) Salacie, internationalement (120347) Salacia, est un gros objet transneptunien de la famille des cubewanos possédant un satellite.

## Caractéristiques
Salacie mesure environ 900 km de diamètre.

## Orbite
Salacie possède une orbite dont le demi-grand axe est de 42,243 ua, orbite que cet objet parcourt en environ 275 ans. Son périhélie l'amène à 37,893 ua du Soleil et son aphélie l'en éloigne de 46,593 ua. Il s'agit d'un cubewano. Salacie est candidat potentiel au statut de planète naine.

## Satellite
Salacie possède un satellite naturel baptisé Actée, orbitant en 5,493 80 ± 0,000 16 jours à 5 619 ± 87 km de Salacie avec une excentricité de 0,008 4 ± 0,007 6.

## Découverte
Salacie a été découverte le 22 septembre 2004. Actée a été découverte le 21 juillet 2006.